# Ryan Rowland-Smith
Ryan Benjamin Rowland-Smith, född den 26 januari 1983 i Sydney, är en australisk före detta professionell basebollspelare som spelade fem säsonger i Major League Baseball (MLB) 2007–2010 och 2014. Rowland-Smith var vänsterhänt pitcher.
Rowland-Smith spelade i MLB för Seattle Mariners och Arizona Diamondbacks. När han debuterade 2007 ansågs han vara den första spelaren i MLB:s långa historia som haft ett bindestreck i sitt efternamn.
Rowland-Smith tog silver för Australien vid OS i Aten 2004.

## Uppväxt
Rowland-Smith växte upp i Newcastle, cirka 16 mil norr om Sydney, där han började spela baseboll vid tolv års ålder efter att ha följt med sina äldre systrar till en softbollturnering. Han ville egentligen bli catcher, men när han insåg att vänsterhänta catchers i stort sett inte förekom i MLB blev han i stället förstabasman innan han skolades om till pitcher. Han antogs till New South Wales State Institute of Sport i Sydney och skjutsades dit av sin mor tre gånger i veckan, vilket tog fyra timmar fram och tillbaka.

## Karriär

### High school
Rowland-Smith gick i high school i Newcastle, där han utsågs till stadens Baseball Player of the Year både som 16-åring och som 18-åring.

### Major League Baseball

#### Seattle Mariners
Rowland-Smith kontrakterades med ett minor league-kontrakt redan som 17-åring direkt efter high school i november 2000 av Seattle Mariners och året efter gjorde han proffsdebut i Mariners farmarklubbssystem. Han inledde på den lägsta nivån (Rookie) i Arizona League, där han på 17 matcher var 1-1 (en vinst och en förlust) med en earned run average (ERA) på 2,97. Året efter avancerade han till nästa nivå (A), först för Wisconsin Timber Rattlers i Midwest League (1-2, 6,75 ERA på tolv matcher, varav åtta starter) och sedan för Everett AquaSox i Northwest League (4-1, 2,77 ERA på 18 matcher, varav sex starter). Sammanlagt under 2002 var han 5-3 med en ERA på 4,37 på 30 matcher, varav 14 starter. 2003 fortsatte han på A-nivån i Midwest League (3-0, 1,11 ERA på 13 matcher) och för Inland Empire 66ers of San Bernardino i California League (0-1, 3,20 ERA på 15 matcher) och totalt var han 3-1 med en ERA på 1,90 på 28 matcher. För sitt fina spel i Midwest League belönades han genom att tas ut till ligans all star-match. 2004 blev det fortsatt spel i California League och han var 5-3 med en ERA på 3,79 på 29 matcher, varav tolv starter. Hans 119 strikeouts var delat sjunde flest av alla pitchers i Mariners farmarklubbssystem. Under samma år spelade han för Australien vid OS i Aten (se nedan).

#### Minnesota Twins
I december 2004 valdes Rowland-Smith av Minnesota Twins i Rule 5 Draft, och han var med under Twins försäsongsträning 2005. Där spelade han bra; på sex matcher var han 0-0 med en ERA på 3,38 och en save. Trots detta återlämnades han till Mariners innan 2005 års säsong inleddes.

#### Seattle Mariners igen
2005 tog Rowland-Smith nästa steg och spelade på nivån AA för San Antonio Missions i Texas League, där han satte personligt rekord med 122 innings pitched och var 6-7 med en ERA på 4,35 på 33 matcher, varav 17 starter. Året efter inledde han armbågsskadad och kunde börja spela först i juni. Då fick han börja på A-nivån för Inland Empire 66ers i California League (0-1, 5,68 ERA på sju matcher) innan han flyttades upp till Texas League igen (1-3, 2,83 ERA på 23 matcher, varav en start). Totalt under säsongen var han 1-4 med en ERA på 3,21 på 30 matcher, varav en start. Efter säsongen spelade han i Arizona Fall League.
2007 inledde Rowland-Smith på den högsta farmarliganivån (AAA) för Tacoma Rainiers i Pacific Coast League. I maj kallades han upp till Seattle Mariners för första gången, som ersättare för den skadade Jeff Weaver, men han skickades tillbaka till Tacoma bara några dagar senare utan att ha fått spela någon match för Mariners. För Tacoma var han på 25 matcher 3-4 med en ERA på 3,67. I juni kallades han upp till Mariners igen och den 22 juni fick han äntligen debutera i MLB för Mariners i en match mot Cincinnati Reds, där hans första strikeout blev mot storspelaren Ken Griffey Jr. Han ansågs vara den första spelaren i MLB:s långa historia som haft ett bindestreck i sitt efternamn. Hans första vinst kom den 13 september mot Tampa Bay Devil Rays. Den säsongen spelade han 26 matcher för Mariners och var 1-0 med en ERA på 3,96. Han hade fler strikeouts (42) än innings pitched (38,2). Han rankades efter säsongen som den nionde största talangen i Mariners farmarklubbssystem av den ansedda tidningen Baseball America. Under vintern spelade han i den venezuelanska ligan för att utvärderas som startande pitcher (starter), och där var han 2-3 med en ERA på 5,34 på sju starter.

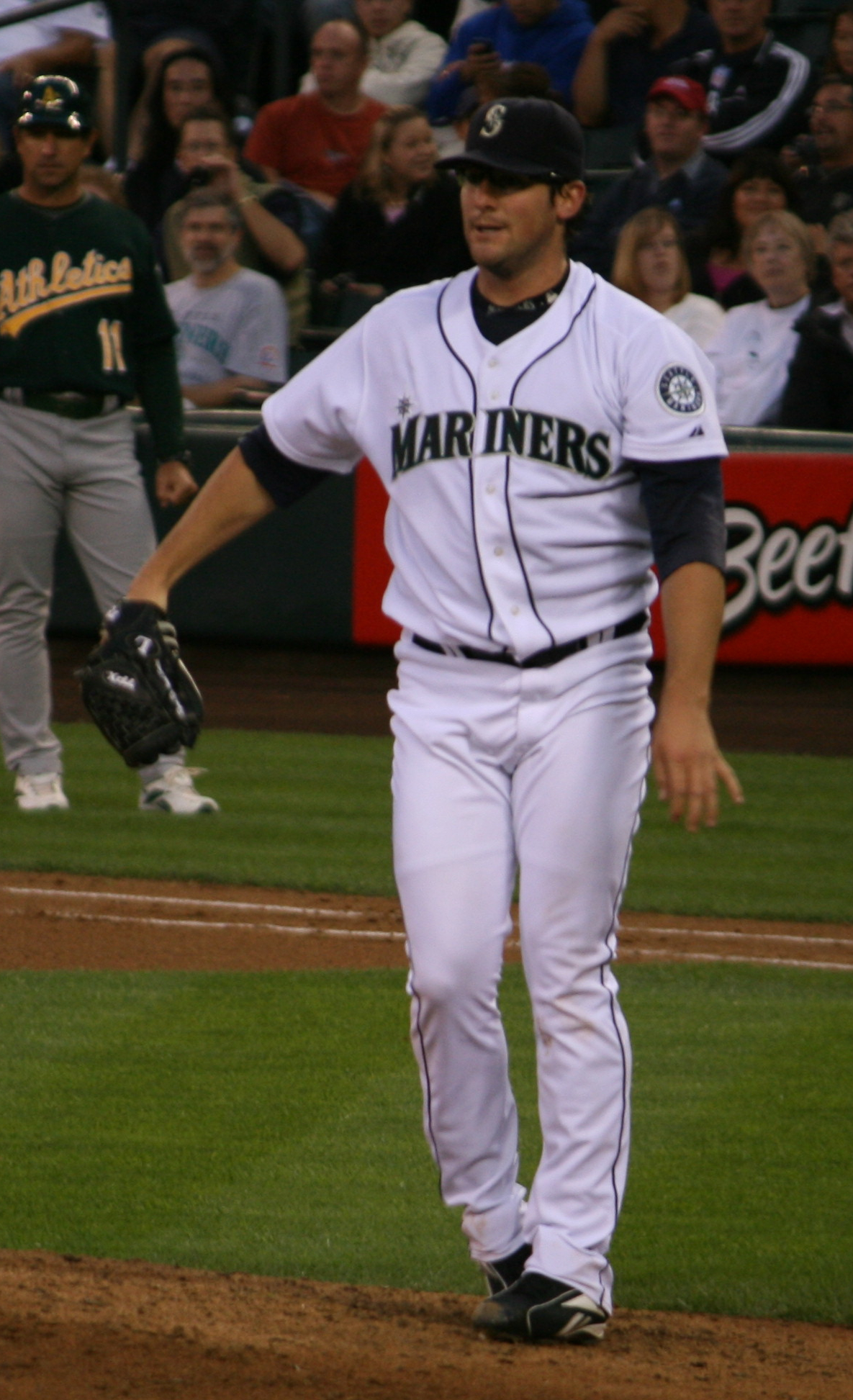
Rowland-Smith i Seattle Mariners dräkt 2008.

2008 inledde Rowland-Smith som avbytare (reliever) för Mariners och gjorde 32 inhopp, där han bland annat fick sin första save i MLB den 8 april mot Tampa Bay Rays och hade 13 raka inhopp på sammanlagt 15,2 inningar utan att tillåta en enda earned run ("förtjänad poäng"), innan han fick starta sina två första matcher i MLB före all star-matchen i juli. Den första starten kom den 1 juli mot Toronto Blue Jays. Efter ytterligare tre inhopp skickades han ned till Tacoma Rainiers för att utvecklas till starter, och efter tre starter för Tacoma (2-0, 2,89 ERA) kallades han tillbaka till Mariners i början av augusti för att användas som starter. Hans första vinst som starter kom den 26 augusti mot Minnesota Twins. Han avslutade säsongen starkt med åtta raka quality starts (minst sex innings pitched och högst tre earned runs), vilket var bäst i klubben sedan 2002, och hans ERA under den perioden var bäst i American League. Sett över hela säsongen spelade han 47 matcher för Mariners, varav tolv starter, och var 5-3 med en ERA på 3,42. Bland vänsterhänta starters med minst tio starter var hans ERA som starter (3,50) sjätte lägst i MLB.
Efter bara en match i inledningen av 2009 års säsong drabbades Rowland-Smith av tendinit (seninflammation) i vänster triceps och i slutet av maj skickades han ned till Tacoma Rainiers för att rehabilitera skadan. Efter fem mindre lyckade starter för Tacoma (1-3, 6,92 ERA) aktiverades han från skadelistan i slutet av juni, men skickades omedelbart tillbaka till Tacoma. Först efter ytterligare fem starter, som gick mycket bättre (4-0, 2,08 ERA), fick han komma tillbaka till Mariners spelartrupp i slutet av juli och där blev han kvar resten av säsongen. Bland annat satte han personligt rekord genom att pitcha åtta inningar i en match den 30 augusti mot Kansas City Royals. Totalt blev det 15 starter 2009 för Mariners och han var 5-4 med en ERA på 3,74.
När 2010 års säsong började rankades Rowland-Smith som Mariners tredje bästa starter och spelade för klubben fram till slutet av juli, då han placerades på skadelistan med ryggproblem. Fram till dess hade säsongen varit usel; han var 1-10 med en ERA på hela 6,96. I den sista matchen före skadan nådde han bottenpunkten när han tillät hela elva poäng (samtliga earned) till motståndarna Chicago White Sox. Därigenom tangerade han klubbrekordet som delades av Randy Johnson och Jamie Moyer. När han var skadefri fick han spela för Tacoma Rainiers (2-4, 5,11 ERA på sex starter) till i början av september, då han kallades upp till Mariners igen. Totalt under 2010 spelade Rowland-Smith 27 matcher i MLB, varav 20 starter, och var 1-10 med en ERA på 6,75. En del av förklaringen till de många förlusterna var att hans lagkamrater inte gav honom så mycket hjälp. I snitt per match gjorde de bara 2,88 poäng när han pitchade, vilket var sämst i American League för pitchers med minst 20 starter. Efter säsongen bestämde sig Mariners för att inte erbjuda honom något nytt kontrakt och han blev därmed free agent.
Totalt under sina 115 matcher för Mariners, varav 47 starter, var Rowland-Smith 12-17 med en ERA på 4,57.
Rowland-Smith togs ut till Sydney Blue Sox spelartrupp i den nystartade australiska proffsligan Australian Baseball League vintern 2010/11, men spelade aldrig för klubben.

#### Houston Astros
Bara en vecka efter att han blivit free agent skrev Rowland-Smith på ett ettårskontrakt värt 725 000 dollar med Houston Astros, men han släpptes när säsongen skulle börja och skrev i stället på ett minor league-kontrakt med samma klubb. Han inledde säsongen för Oklahoma City RedHawks i Pacific Coast League (AAA), där han på 15 matcher var 2-7 med en ERA på 6,20, varefter han skadade handen när han försökte bunta. Han fick därefter göra ett par matcher i en av de lägsta farmarligorna, Gulf Coast League, för att sedan avsluta säsongen med sju matcher för Oklahoma City (0-3, 6,10 ERA). Sett över alla matcherna i minor leagues var han 2-11 med en ERA på 5,90 på 24 matcher, varav 21 starter. Efter säsongen blev han free agent igen.
Under vintern 2011/12 spelade Rowland-Smith i den puertoricanska ligan, där han var 0-3 med en ERA på 3,63.

#### Chicago Cubs
I februari 2012 skrev Rowland-Smith på ett minor league-kontrakt med Chicago Cubs. Inte heller nu fick han chansen i MLB utan spelade hela säsongen för Cubs högsta farmarklubb Iowa Cubs i Pacific Coast League, där han var 3-6 med en ERA på 3,94 på 30 matcher, varav åtta starter. Efter säsongen blev han free agent igen.

#### Boston Red Sox
I februari 2013 skrev Rowland-Smith på för Boston Red Sox. Han fick dock bara spela för Red Sox högsta farmarklubb Pawtucket Red Sox i International League (AAA), där han uteslutande användes som inhoppare och var 7-0 med en ERA på 1,55 på 37 matcher. I slutet av juni var han nära att kallas upp till Boston, men då drabbades han av en brusten blindtarm. Efter säsongen blev han free agent igen.

#### Arizona Diamondbacks
I november 2013 skrev Rowland-Smith på ett minor league-kontrakt med Arizona Diamondbacks som innefattade en inbjudan till klubbens försäsongsträning. Arizona inledde grundserien 2014 med två matcher mot Los Angeles Dodgers i Rowland-Smiths födelsestad Sydney, och tanken var att han före de matcherna skulle delta i två uppvisningsmatcher, dels för Australiens landslag mot Dodgers och dels för Diamondbacks mot Australiens landslag. Han fick dock bara spela den första matchen, och han lämnades utanför Diamondbacks spelartrupp till matcherna mot Dodgers. När klubben återupptog säsongen hemma i USA en vecka senare kom han dock med i truppen, men efter bara sex inhopp placerades han utanför truppen igen.

#### Toronto Blue Jays
Efter bara några dagar kom Rowland-Smith överens med Toronto Blue Jays om ett minor league-kontrakt. Han placerades i Blue Jays högsta farmarklubb Buffalo Bisons i International League, där han på tolv matcher var 1-0 med en ERA på 5,14 innan han släpptes i mitten av juni.

#### Cincinnati Reds
Rowland-Smith skrev i slutet av juni 2014 på ett minor league-kontrakt med Cincinnati Reds. Återigen blev han kvar på den högsta farmarklubbsnivån, för Louisville Bats i International League. Efter tolv matcher (0-0, 4,20 ERA) släpptes han igen.
Senare under året spelade Rowland-Smith för Estrellas de Oriente i den dominikanska vinterligan Liga de Béisbol Profesional de la República Dominicana (LIDOM), där han var 2-1 med en ERA på 3,55 på sju matcher, varav sex starter.

### Chinese Professional Baseball League
Inför 2015 års säsong förhandlade Rowland-Smith med Texas Rangers, men då han fick klart för sig att han med troligen inte skulle få chansen i moderklubben, var han inte intresserad längre. I stället skrev han på för den taiwanesiska proffsklubben EDA Rhinos i Chinese Professional Baseball League (CPBL). Där var han 1-4 med en ERA på 4,70.
Under den följande vintern var Rowland-Smith tillbaka i LIDOM, denna gång för Gigantes del Cibao, där han dock bara spelade en match.
Under 2016 spelade Rowland-Smith bara för Australiens landslag i kvalet till World Baseball Classic 2017 (se nedan).

### Australian Baseball League
I början av 2017 blev Rowland-Smith klar för Brisbane Bandits i Australian Baseball League (ABL). Han gjorde fyra starter och var 1-0 med en ERA på 6,35 i grundserien. I slutspelet var han 0-0 med en ERA på 0,00 på fyra inhopp, när Brisbane vann ABL-mästerskapet.
Strax efter det deltog Rowland-Smith i World Baseball Classic 2017 (se nedan).

### Internationellt
Rowland-Smith tog silver för Australien vid olympiska sommarspelen 2004 i Aten. Han deltog i tre matcher i gruppspelet, vilka alla vanns av Australien. Han utsågs till vinnande pitcher i de två sista matcherna. Han spelade också finalen mot Kuba, som Australien förlorade med 2–6. Totalt i OS var han 2-0 med en ERA på 1,23.
2006 togs Rowland-Smith ut för att spela i den första upplagan av World Baseball Classic, men kunde inte delta på grund av skada. 2009 års turnering hoppade han över för att koncentrera sig på att ta en plats i Seattle Mariners spelartrupp, men 2013 var han med. Han spelade två matcher där han var 0-0 med en ERA på 5,40 och en strikeout. Han deltog även 2017 (inklusive kvalet som spelades 2016), där han bara spelade en match och bara pitchade 0,1 inningar.

## Efter karriären
Efter avslutad spelarkarriär har Rowland-Smith arbetat som tv- och radiokommentator i Seattle.

## Statistik

### Major League Baseball

#### Grundserien
| År            | Klubb         | W  | L  | ERA  | G   | GS | CG | SHO | SV | SVO | HLD | IP    | H   | R   | ER  | HR | HB | WP | BB  | IBB | SO  | AVG   | WHIP |
| ------------- | ------------- | -- | -- | ---- | --- | -- | -- | --- | -- | --- | --- | ----- | --- | --- | --- | -- | -- | -- | --- | --- | --- | ----- | ---- |
| 2007          | SEA           | 1  | 0  | 3,96 | 26  | 0  | 0  | 0   | 0  | 0   | 3   | 38,2  | 39  | 19  | 17  | 4  | 2  | 0  | 15  | 1   | 42  | 0,269 | 1,40 |
| 2008          | SEA           | 5  | 3  | 3,42 | 47  | 12 | 0  | 0   | 2  | 3   | 1   | 118,1 | 114 | 49  | 45  | 13 | 2  | 2  | 48  | 0   | 77  | 0,253 | 1,37 |
| 2009          | SEA           | 5  | 4  | 3,74 | 15  | 15 | 0  | 0   | 0  | 0   | 0   | 96,1  | 87  | 43  | 40  | 9  | 4  | 2  | 27  | 0   | 52  | 0,239 | 1,18 |
| 2010          | SEA           | 1  | 10 | 6,75 | 27  | 20 | 0  | 0   | 0  | 0   | 0   | 109,1 | 141 | 94  | 82  | 25 | 7  | 7  | 44  | 2   | 49  | 0,314 | 1,69 |
| 2014          | ARI           | 0  | 0  | 4,91 | 6   | 0  | 0  | 0   | 0  | 0   | 0   | 7,1   | 7   | 5   | 4   | 0  | 0  | 1  | 4   | 1   | 9   | 0,269 | 1,50 |
| Totalt (5 år) | Totalt (5 år) | 12 | 17 | 4,57 | 121 | 47 | 0  | 0   | 2  | 3   | 4   | 370,0 | 388 | 210 | 188 | 51 | 15 | 12 | 138 | 4   | 229 | 0,270 | 1,42 |

## Övrigt
Rowland-Smiths far är kändistränaren Rob Rowland-Smith, kallad The Sandhill Warrior, och hans syster Rhiannon är professionell surfare. Hans farfar var idrottsminister. Han och hustrun Amanda fick en dotter, Kennedy, i februari 2015.